# González (achternaam)

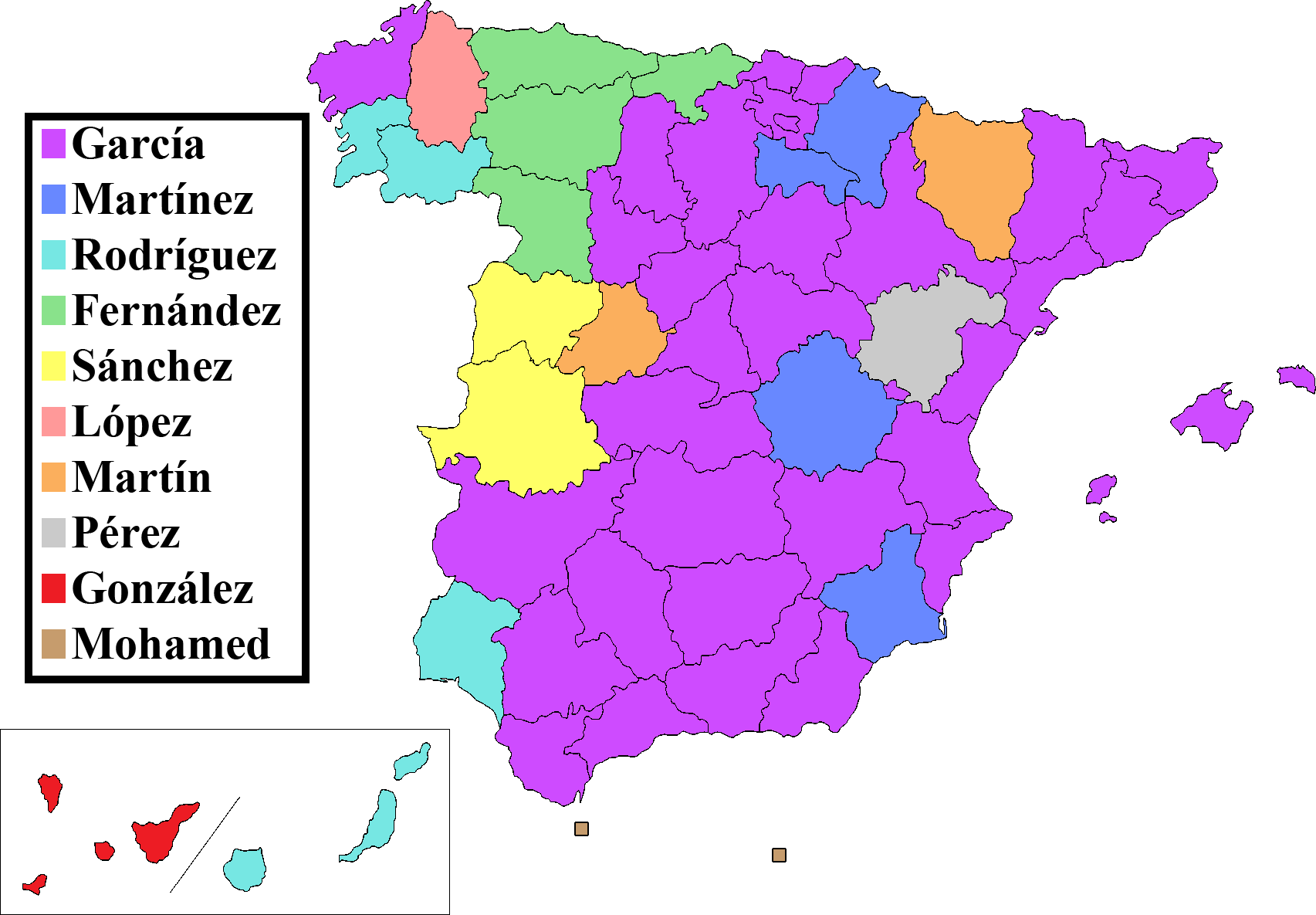
Meest voorkomende achternamen in Spanje naar provincie

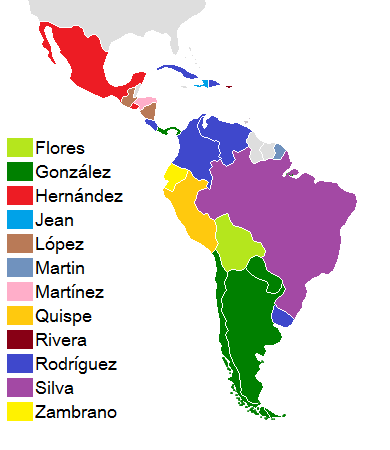
Meest voorkomende achternamen in Latijns-Amerika naar land

González of Gonzales is een Spaanstalige achternaam die oorspronkelijk een patroniem was van de voornaam Gonzalo, die vooral in de middeleeuwen veel in Spanje voorkwam. Die naam is afgeleid van het Visigotische gund-alfaz, "man van de elfen".
González is na García de meest voorkomende achternaam in Spanje. 925.678 personen (1,99 %) van alle Spanjaarden heeft González als eerste achternaam (Spanjaarden en Zuid-Amerikanen hebben twee achternamen waarvan de eerste het belangrijkste is, zie Iberische en Ibero-Amerikaanse achternamen). In Zuid-Amerika is het bovendien de meest voorkomende eerste achternaam in de Zuidkegel (oftewel in Argentinië, 369.119 personen, Chili, 270.632 personen, Uruguay en Paraguay). In Colombia hebben 531.484 personen deze achternaam, en daarmee is het de derde achternaam in het land.